# Brakna
Le Brakna est une région administrative (wilaya) de Mauritanie. Son chef-lieu est Aleg. 

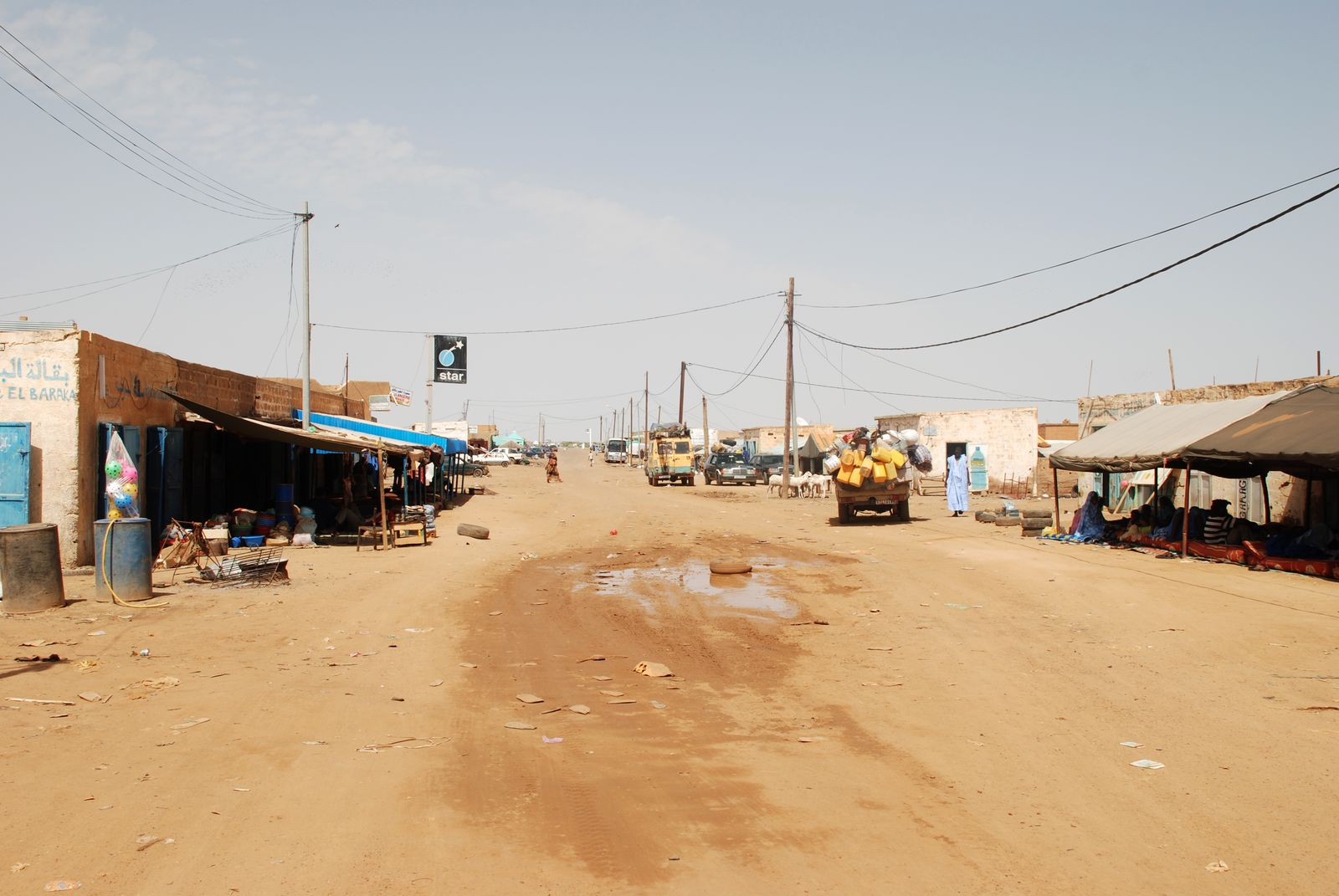
Rue d'Aleg

## Géographie
La wilaya de Brakna est située dans le sud-ouest du pays, à la frontière avec le Sénégal.

## Organisation territoriale

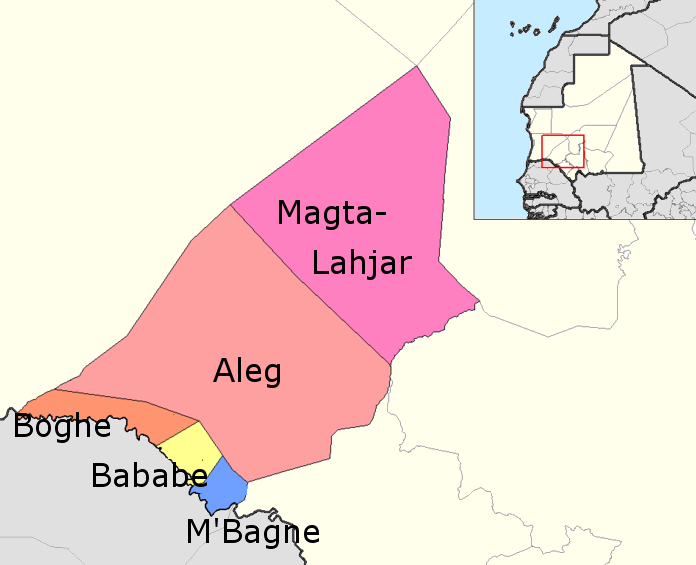
Les départements du Brakna

Le Brakna se compose de 5 départements :
- Département d'Aleg, composé des communes de :

Aghchorguitt, Aleg, Bouhdida, Cheggar, Djellwar, Mal
- Département de Bababé, composé des communes de :

Aéré M'Bar, Bababé, El Verae
- Département de Boghé, composé des communes de :

Boghé, Dar El Aviya, Dar El Barka, Ould Biram
- Département de M'Bagne, composé des communes de :

Bagodine, Edbaye El Hijaj, M'Bagne, Niabina
- Département de Magta-Lahjar, composé des communes de :

Djonaba, Magta-Lahjar, Ouad Emour, Sangrave

## Population
Lors du Recensement général de la population et de l'habitat (RGPH) de 2000, le Brakna comptait 247 006 habitants. 